# Narragansett pacer

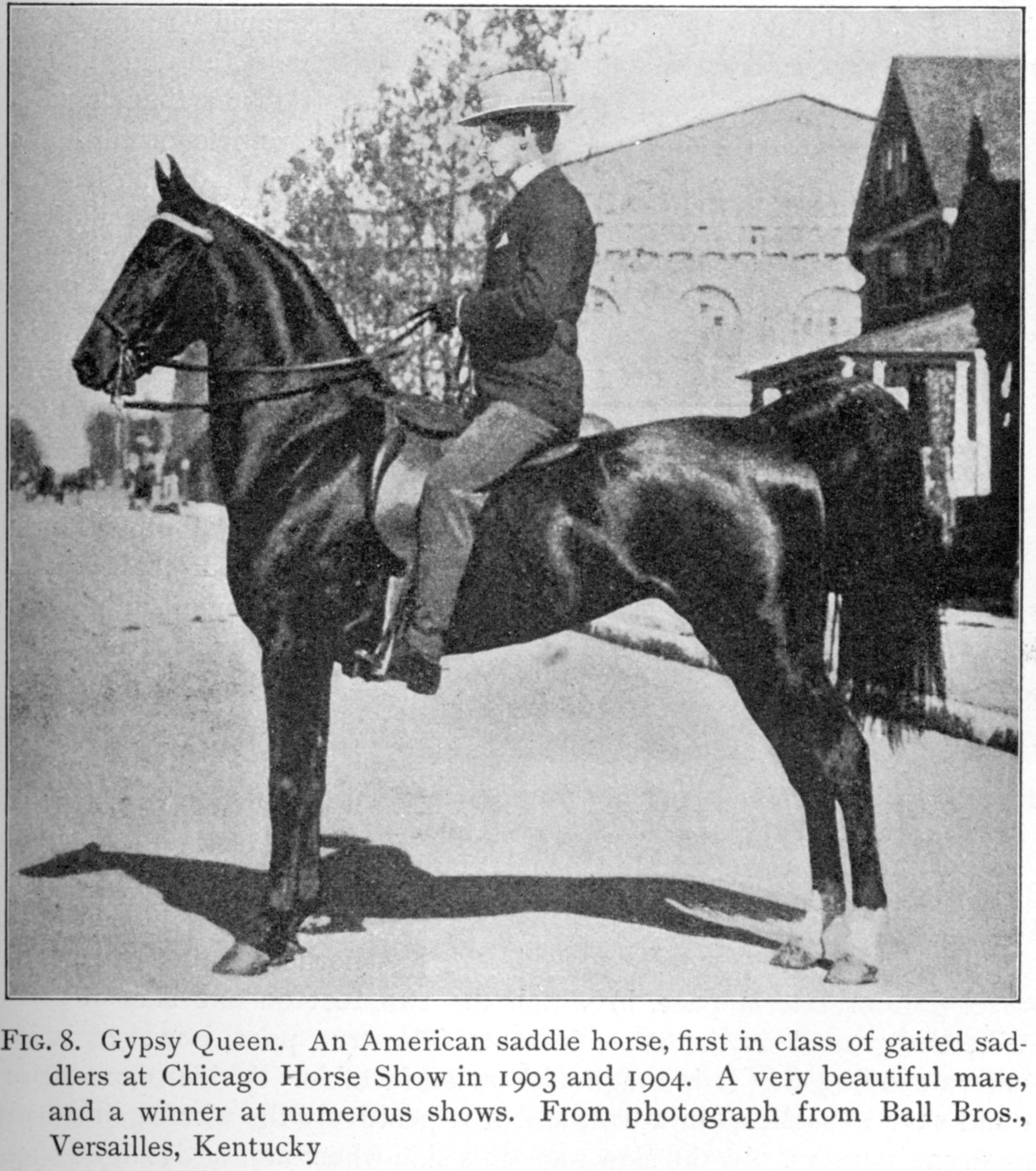
American saddlebred (nakomeling van de narragansett pacer)

De narragansett pacer was een gangenpaard en een van de oudste paardenrassen gefokt binnen de Verenigde Staten, dat tegenwoordig als ras echter niet meer bestaat.

## Geschiedenis
Het ras ontstond in het begin van de 18e eeuw in de staat Rhode Island uit kruisingen van Iberische en Engelse paarden. William Robinson, de gouverneur van deze staat, legde de grondslag voor de fokkerij met zijn dekhengst genaamd 'Old Snip', waarvan vermoed wordt dat het ofwel een andalusiër ofwel een Irish hobby was.
Het werd een populair ras, dat door vele bekende figuren uit die tijd gewaardeerd werd. Het ras zou van invloed worden op de ontwikkeling van andere Amerikaanse paardenrassen, zoals de American saddlebred, de Amerikaanse draver en de Tennessee walking horse.
Ook de morgan voert bloed van de narragansett pacer. Het Rocky Mountain Horse uit Kentucky is eveneens indirect verwant aan het ras. De paarden werden op grote schaal vanuit New England verscheept naar West-Indië, waar zij in de suikerrietplantages gebruikt werden. De narragansett pacer werd ook gekruist met Franse dravers en stond daarmee aan de basis van de Canadese draver, die gebruikt werd voor renwedstrijden over ijs.
Door uitverkoop naar andere gebieden, vermenging met andere rassen en sterke teruggang van raszuivere exemplaren geldt de narragansett pacer sinds het einde van de 19e eeuw, toen de laatst bekende raszuivere merrie overleed, als uitgestorven.

## Gebruik
Het gangenpaard, dat waarschijnlijk ook de tölt beheerste, gold als een snel, betrouwbaar en tredzeker paard. De pacers werden aanvankelijk in het algemeen gebruikt als comfortabele rijpaarden, bijvoorbeeld door eigenaars van plantages. In 1768 bezat George Washington een narragansett pacer, waarmee hij aan races deelnam. Andere bekende bezitters van deze paarden waren Edmund Burke en vermoedelijk ook Paul Revere.
In de 19e eeuw werden deze paarden vanwege hun snelheid zeer gewaardeerd in draverij voor telgangers die in die tijd populair werd. De baptisten in Rhode Island hadden deze tak van paardensport gelegaliseerd terwijl zij elders door de puriteinen verboden was. De pacers konden een afstand van een mijl afleggen in iets meer dan twee minuten.